# Victor Garaygordóbil Berrizbeitia
Victor Garaygordóbil Berrizbeitia (ur. 17 października 1915 w Otxandio, zm. 24 kwietnia 2018) – hiszpański duchowny katolicki, biskup prałatury Los Ríos w latach 1963–1982.

## Życiorys
Święcenia kapłańskie otrzymał 27 czerwca 1943.
29 listopada 1963 papież Paweł VI mianował go prałatem Los Ríos w Ekwadorze. Otrzymał wówczas biskupią stolicę tytularną Pudentiana. Sakry udzielił ówczesny nuncjusz apostolski w Ekwadorze abp Alfredo Bruniera. Brał udział w dwóch ostatnich sesjach soboru watykańskiego II. Na emeryturę przeszedł 12 maja 1982 roku.